# 欽肯山 (貝希特斯加登阿爾卑斯山脈)
47°38′52″N 13°5′11″E / 47.64778°N 13.08639°E

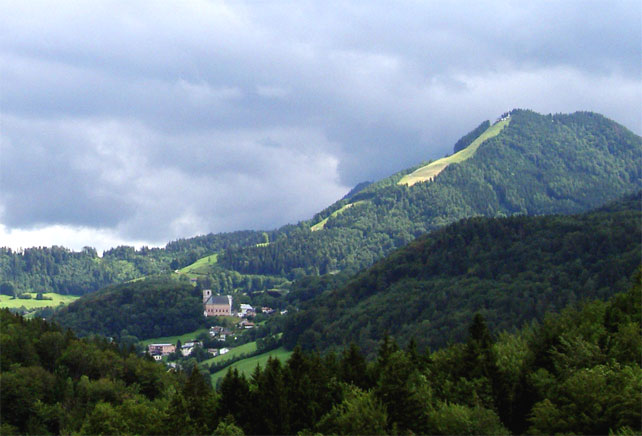

欽肯山（德語：Zinkenkopf），是中歐的山峰，位於奧地利和德國接壤的邊境，屬於貝希特斯加登阿爾卑斯山脈的一部分，距離羅斯費爾德山1.3公里，海拔高度1,336米，每年平均降雨量1,894毫米。